# Vanzone con San Carlo
Vanzone con San Carlo (Vanzun in dialetto ossolano) è un comune italiano di 382 abitanti della provincia del Verbano-Cusio-Ossola.

## Geografia fisica
Il comune è situato a circa metà della Valle Anzasca, sul lato sinistro dell'Anza, un torrente che scorre rispetto al comune in un profondo canalone. Il doppio toponimo rivela che storicamente non si trattava di un'unica unità amministrativa: Vanzone e San Carlo d'Ossola, la cui unificazione risale al 1875.
Il capoluogo ha sede a Vanzone, anticamente detto Avanzone o Vantionum, la cui etimologia risale ad una leggenda secondo cui il comune venne sempre risparmiato, avanzato, superato, dalle epidemie che storicamente si succedevano. L'ultima in ordine di tempo è quella della Spagnola del 1920, che fece diverse vittime ad Antrona Schieranco e a Calasca-Castiglione comune precedente Vanzone, e a Ceppo Morelli, comune successivo. Vanzone anche in quella occasione non denunciò alcun decesso.
Più a valle si trova San Carlo, un tempo chiamato Ciola o Civola.
Nel territorio comunale, in località Valle Rossa (area un tempo dedita ad attività estrattiva aurifera, presso la cosiddetta miniera dei Cani) esistono varie sorgenti d'acqua altamente mineralizzata (circa 61 elementi metallici, arsenico e ferro in particolare) e marcatamente acida (pH compreso tra 2.4 e 2.5), che confluiscono nel torrente Crotto Rosso: nota per le sue caratteristiche già dai primi del XIX secolo, l'Acqua Vanzonis (questo il nome che le venne imposto) è stata commercializzata con alterne fortune come rimedio da usarsi per varie patologie, nonché fatta oggetto di tentativi d'utilizzo a scopo termale.

## Storia
Questi luoghi iniziarono ad ospitare insediamenti umani già in epoca romana. Lo testimoniano numerosi reperti databili attorno al I secolo d.C., rinvenuti in seguito a scavi archeologici di fine Ottocento.
Durante il Medioevo, le vicende che hanno caratterizzato Vanzone e San Carlo sono del tutto simili a quelle degli altri centri dell'intero territorio dell'Ossola: in un primo tempo feudo posto sotto la signoria vescovile, passato poi al comune di Novara, e successivamente, nel 1381 possesso visconteo.
Fino al 1433 il comune dipese, in ambito religioso, dalla chiesa di Bannio Anzino, finché non ottenne il diritto di costituirsi parrocchia autonoma. L'oratorio dell'Annunziata svolse funzioni parrocchiali fino alla metà del XVII secolo; all'interno di questa chiesa è conservata una serie di affreschi molto interessanti risalenti al XV secolo.
Tra il 1642 e il 1649 venne edificata l'odierna parrocchia di Santa Caterina, ricordata per il grande portale ligneo scolpito, mentre l'altare maggiore è opera dei fratelli Pozzi. Alla parrocchiale di San Carlo si accede da una scalinata imponente: nella chiesa va segnalato l'ottimo barocco espresso dagli intagli lignei dell'altare maggiore.
Nel 1875 nasce il comune attuale dalla fusione di San Carlo d'Ossola e Vanzone.

### Simboli
Sebbene l'articolo 2 dello Statuto comunale affermi che l'ente non sia in possesso di stemma e gonfalone, in determinati ambiti risulta in uso uno stemma disegnato da terzi in maniera del tutto autonoma dall'amministrazione comunale, così blasonato:

## Monumenti e luoghi d'interesse

### Architetture religiose
La chiesa parrocchiale di Santa Caterina d'Alessandria, terminata nel 1649, per la sua costruzione furono spese centomila lire.
L'edificio è monumento nazionale, in stile basilicale con due matronei.
All'interno l'altare maggiore in marmi policromi, l'artistico tabernacolo con cupola sorretta da otto colonnine, adorno da sei angeli e un Cristo risorto in bronzo, la statua di Santa Caterina, una scultura in marmo di Carrara raffigurante l'Ultima Cena, la balaustra dell'altare del Sacro Cuore, il pulpito in noce scolpito, l'organo tubolare a millequattrocento canne.
All'ingresso si può ammirare l'artistica porta in noce massiccio con scolpito, nelle due formelle centrali, il martirio di Santa Caterina.
Si ricorda, inoltre, la presenza nella chiesa di una Santa Spina che si ritiene appartenere alla corona di Cristo che indossò durante la crocifissione. Questa insigne reliquia fu donata alla parrocchiale dal Signor Giovanni Bartolomeo Gardellino di Bannio il 14 aprile 1721, come risulta dal rogito del notaio Francesco Maria Ferrini. Il Gardellino l'ebbe dal vescovo di Terracina, Monsignor Bernardo Maria Conti. Fu anticamente riconosciuta dal Cancelliere Bernardo Castellini della Curia Vescovile di Novara, con rogito del 4 maggio 1721, reggendo la diocesi Monsignor Giberto Borromeo. Della Santa Spina si fece un primo solenne trasporto nel 1759 e si celebrò il primo centenario della donazione nel luglio 1821. In passato, questa reliquia veniva esposta a richiesta dei fedeli che avessero in casa un familiare in fin di vita, allo scopo di chiedere al Cielo di lasciarlo morire ponendo fine a lunghe sofferenze.
Di fronte alla chiesa di Santa Caterina si trova la casa parrocchiale che si ritiene contemporanea alla costruzione della chiesa parrocchiale nel 1642. È una costruzione con un loggiato a portico retto da colonne di pietra con tre archi inferiori che sostengono sei archetti superiori, sulla facciata sud dell'edificio si trovano due stemmi vescovili dipinti.

### Architetture civili
La torre di Battiggio, detta "dei Cani" è monumento nazionale ed è costruita in pietre locali squadrate: una caratteristica della Valle Anzasca. La torre è stata recentemente ristrutturata, ricostruendo per intero la parte alta della muratura e il tetto crollati: i suoi quattro piani sono adibiti a ecomuseo, sede di mostre ed eventi temporanei.
Non è conosciuta la data di edificazione e nemmeno il motivo della sua presenza: si può pensare che servisse come rifugio momentaneo a qualche signorotto del luogo oppure a deposito sicuro per la conservazione di derrate alimentari che dovevano essere distribuite in valle. Giovanni Battista Fantonetti, nel suo volume del 1836 assicura di aver visto scolpito l'anno 1408 sull'architrave di una finestra ora rovinata. Secondo la tradizione, questa torre fu il deposito dei tesori della famiglia di Facino Cane, che sfruttò le miniere d'oro della vallata e batté anche moneta. Leggende non ne mancano: si dice ci sia un collegamento sotterraneo con la torre di Lancino. Forse fu il luogo dove venivano trattenuti i nemici dei "Cani".
Il Mulino di Roletto è l'unico mulino del comune visitabile, chiamato anche "Mulin ad Giachet" o "Complesso Giacchetti", dal nome della famiglia proprietaria. L'insieme dei meccanismi, tuttora utilizzabili, serviva per la lavorazione dei prodotti agricoli coltivati in loco. Esso è concentrato in due costruzioni in muratura che si trovano sul Rio Roletto, tra le frazioni Roletto e Ronchi Fuori: nella costruzione più piccola si trova un mulino per cereali con ruota idraulica orizzontale, mentre in quella più grande sono collocate una molazza per lo schiacciamento dei gherigli di noce, un camino per riscaldare la pasta di noci, un torchio a vite azionato a mano per ricavare l'olio di noce o il sidro dalla spremitura delle mele, una molazza per schiacciare le fibre di canapa e separarle dalle parti legnose.
Opera di pregio è inoltre il cosiddetto "Punt Partus" o ponte Pertuso, sull'Anza, definito "romano" per la sua tipica costruzione ad arco. Ma di romano non ha niente a che vedere poiché venne costruito nel 1537 dai Borromeo per unire le due sponde, probabilmente sostituendo un ponte di legno precedente.
Nel comune si trova anche un piccolo museo della lavorazione del latte, sito in Vanzone, in passato sede di latteria turnaria, il quale conserva al proprio interno molti strumenti per la lavorazione del latte e dei formaggi.
Altri siti di interesse sono: la chiesa della SS. Annunziata (Vanzone), la chiesa di San Carlo, l'oratorio di Santa Lucia e San Ignazio da Loyola (Roletto), l'oratorio di San Giuseppe (Ronchi Dentro), l'oratorio della Madonna d'Oropa (Valeggio), l'oratorio dei Santi Giulio e Filippo (Pianezza), la chiesetta di S. Michele, datata 1720, recentemente restaurata ed affrescata.

### Escursionismo alpino
Interessante meta escursionistica è il rifugio Lamè in Valle Anzasca, raggiungibile da Vanzone, posto a 2422 m s.l.m. di proprietà della Pro Loco di Vanzone.

## Società

### Evoluzione demografica
Abitanti censiti

## Amministrazione
Di seguito è presentata una tabella relativa alle amministrazioni che si sono succedute in questo comune.
| Periodo        | Periodo        | Primo cittadino  | Partito                                                                 | Carica  | Note  |
| -------------- | -------------- | ---------------- | ----------------------------------------------------------------------- | ------- | ----- |
| 24 aprile 1995 | 14 giugno 1999 | Claudio Sonzogni | Partito Democratico della Sinistra                                      | Sindaco | [ 7 ] |
| 14 giugno 1999 | 14 giugno 2004 | Claudio Sonzogni | lista civica                                                            | Sindaco | [ 7 ] |
| 14 giugno 2004 | 8 giugno 2009  | Renato Oberoffer | lista civica                                                            | Sindaco | [ 7 ] |
| 8 giugno 2009  | 26 maggio 2014 | Claudio Sonzogni | lista civica                                                            | Sindaco | [ 7 ] |
| 26 maggio 2014 | 27 maggio 2019 | Claudio Sonzogni | lista civica Due stelle alpine                                          | Sindaco | [ 7 ] |
| 27 maggio 2019 | 10 giugno 2024 | Claudio Sonzogni | lista civica Due stelle alpine                                          | Sindaco | [ 7 ] |
| 10 giugno 2024 | in carica      | Massimo Felisati | lista civica Torre con genzianella - Miglioriamo insieme i nostri paesi | Sindaco |       |

### Altre informazioni amministrative
Fa parte dell'Unione Montana delle Valli dell'Ossola.